# Lalitpur, Ấn Độ
Lalitpur là một thành phố và là nơi đặt ban đô thị (municipal board) của quận Lalitpur thuộc bang Uttar Pradesh, Ấn Độ.

## Địa lý
Lalitpur có vị trí 24°41′B 78°25′Đ / 24,68°B 78,42°Đ Nó có độ cao trung bình là 428 mét (1404 feet).

## Nhân khẩu
Theo điều tra dân số năm 2001 của Ấn Độ, Lalitpur có dân số 111.810 người. Phái nam chiếm 53% tổng số dân và phái nữ chiếm 47%. Lalitpur có tỷ lệ 65% biết đọc biết viết, cao hơn tỷ lệ trung bình toàn quốc là 59,5%: tỷ lệ cho phái nam là 73%, và tỷ lệ cho phái nữ là 56%. Tại Lalitpur, 16% dân số nhỏ hơn 6 tuổi.